# Whitstran
Whitstran az Amerikai Egyesült Államok északnyugati részén, Washington állam Benton megyéjében elhelyezkedő önkormányzat nélküli település.

## Történet
A seattle-i Charles Jorgen Smith 1907-ben telepedett le Valley Heightsban (a mai Whitstran területén). A helység az itt élő skandinávok miatt egy ideig a Swede Settlement nevet viselte. 1919-ben a települést Valley Heights helyett már Whitstranként említették.
A Whitstran nevet a Northern Pacific Railway választotta Laura Whitaker és May A. Strangeways vasúti dolgozók tiszteletére. Más források szerint a település a North Yakima and Valley Railway Company által kisajátított telek egykori tulajdonosának nevét viseli.
Az első üzletet E. W. Fry nyitotta meg 1918-ban. A korábban Blake’s Corner Market és Whitstran Trading Company neveket viselő bolt 1993-ban McCorkle’s néven Jim McCorkle tulajdonába került.
1950-ben új iskola (a mai Whitstran Általános Iskola) épült.

## Fordítás
- Ez a szócikk részben vagy egészben  a   Whitstran, Washington című angol Wikipédia-szócikk ezen változatának fordításán alapul.  Az eredeti cikk szerkesztőit annak laptörténete sorolja fel. Ez a jelzés csupán a megfogalmazás eredetét és a szerzői jogokat jelzi, nem szolgál a cikkben szereplő információk forrásmegjelöléseként.